# Pace di Rinonico
La Pace di Rinonico, firmata a Pisa il 13 giugno del 1276, pose fine al conflitto, avviato quasi tre anni prima, tra i fuorusciti pisani e la madrepatria. 

## Antefatti
Nel 1273, a seguito di una probabilmente infondata accusa di omicidio, il più potente membro della fazione guelfa pisana, il giudice Giovanni Visconti, si era ritirato nei propri domini sardi con il desiderio di allontanarsi momentaneamente dalla turbolenta politica toscana. Il gesto, interpretato come ribelle, condusse, nel luglio 1274, ad una sua definitiva condanna all'esilio ed alla revoca di tutti i possedimenti. L'allontanamento del Visconti causò l'intervento della vasta coalizione guelfa, la quale ribaltò le sorti del conflitto, conducendo alla vittoria i fuorusciti, capeggiati, dopo la prematura morte del giudice di Gallura, dal suocero, il conte Ugolino della Gherardesca.

## Pace
Le trattative, inaugurate nel maggio 1276, furono condotte da Ugolino Gatto, dal giurista Ugo Bercio da Vico e dal monaco Bartolomeo di San Michele degli Scalzi in un primo momento, venendo sostituiti successivamente, il 9 giugno, dagli ambasciatori Marzucco Scornigiani, Nicola Benigni e Guido de Vada. Come mediatore venne invece eletto da entrambe le parti Valesco dei Minori, nunzio pontificio e vescovo della città portoghese di Guarda. La firma avvenne nella tenda dei capitani guelfi, i quali costrinsero la repubblica ad una pace onerosissima: il totale reintegro dei fuorusciti nel tessuto cittadino e la restituzione delle vastissime proprietà sarde ai Visconti, ai Capraia ed ai della Gherardesca.